# 八千代市立村上北小学校
八千代市立村上北小学校（やちよしりつ むらかみきたしょうがっこう）は、千葉県八千代市村上にある公立小学校。 略して「村北」・「北小」と呼ばれる。

## 学校教育目標・校章の由来
学校教育目標
- 未来を拓く日本人の育成
  - 児童像:明るく力強い子 ・思いやりのある子 ・進んで学び合う子　
  - 学校像:明るい学校 ・楽しい学校 ・きれいな学校 ・信頼される学校
  - 教師像:児童を大切に面倒をよく見る教師 ・児童と一緒に遊び信頼の厚い教師 ・児童の学習を開く実践力のある教師

## 学区の変移
- 開校当時 阿蘇小学校・村上小学校学区より村上団地3街区、ライオンズマンション勝田台・学校周辺の村上地区・宮内地区・新山台地区となる

## 校歌
- 作詞: 葉山修平
- 作曲: 平野桂二

## 年間行事
- 4月
  - 第1学期始業式・着任式
  - 入学式
  - PTA総会
  - 全校遠足
- 5月
  - 運動会
  - 八千代市ミニバスケットボール東部地区大会
- 6月
  - 4・5・6年生合同八千代市少年自然の家宿泊学習
- 7月
  - 七夕集会
  - 七夕送り
- 9月
  - 第2学期始業式
  - 修学旅行
- 10月
  - 体力テスト
  - 八千代市総合体育祭東部地区大会
- 11月
  - 八千代市小中学校音楽会
- 12月
  - マラソン強化月間・大会
- 1月
  - 第3学期始業式
  - 校内書き初め展
- 2月
  - 校内縄跳び大会
  - 千葉県基礎学力検査
- 3月
  - 6年生を送る会
  - 卒業証書授与式
  - 修了式
  - 離任式

## 関連事項
- 千葉県小学校一覧